# Through the lens

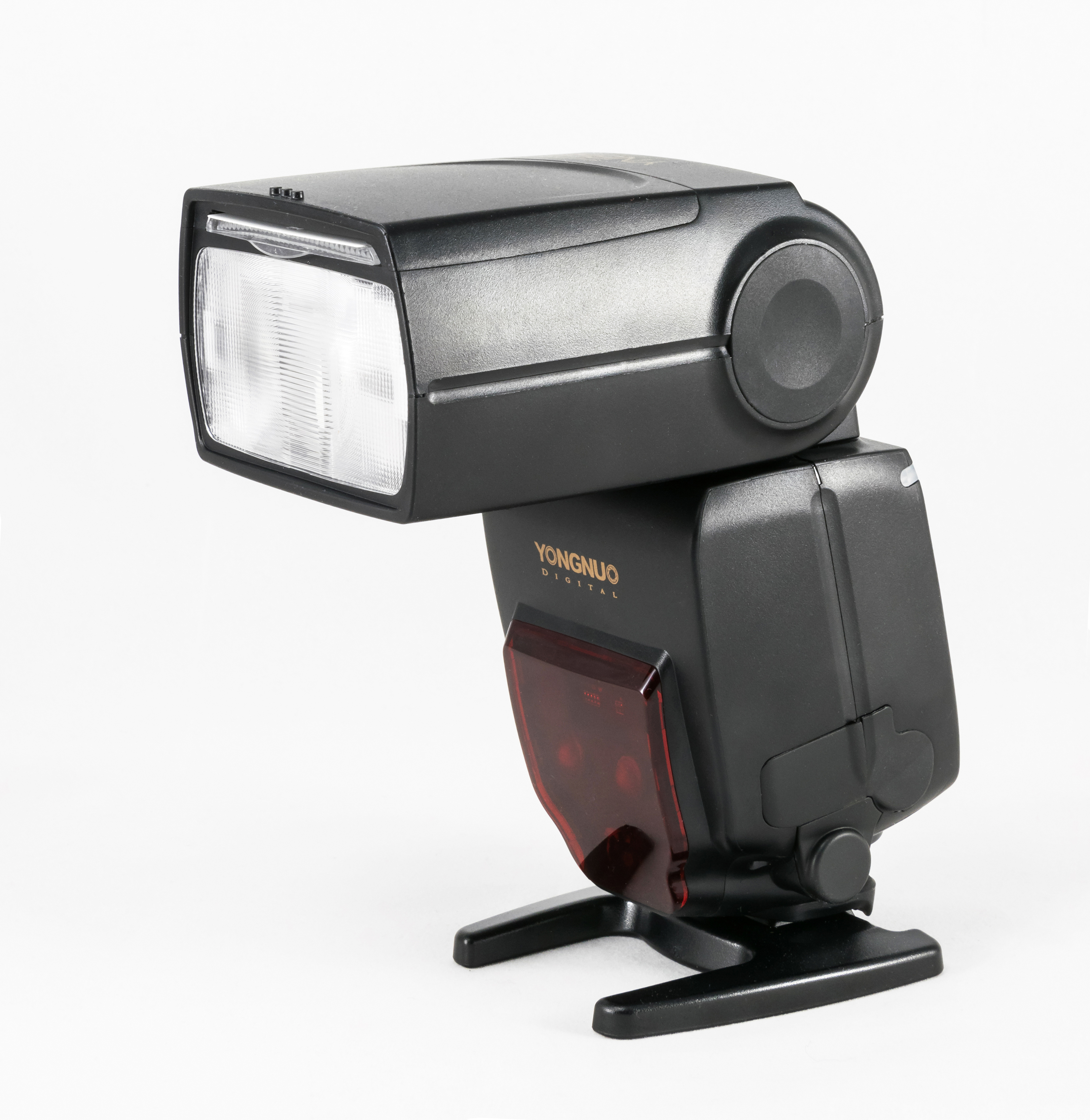
Lampa błyskowa Yongnuo YN685 wykorzystująca system TTL

Through the lens, TTL (pol. przez obiektyw) – stosowany w lustrzankach, jak również w bardziej zaawansowanych aparatach kompaktowych (zarówno klasycznych, jak i cyfrowych), pomiar światła odbitego od fotografowanego przedmiotu, przez obiektyw, światłomierzem wbudowanym w aparat fotograficzny.
Istotą pomiaru TTL jest określenie ilości światła odbitego od obszaru, który znajdzie się na zdjęciu. Pomiar ten uwzględnia również wpływ filtrów, konwerterów i innych nakładek mających znaczenie dla ustawienia prawidłowej ekspozycji.
TTL to też nazwa pierwszego z modeli aparatów marki Zenit, w którym zastosowano pomiar światła poprzez obiektyw
Akronim TTL odnosi się także do lustrzanek, gdzie „wizjer TTL” oznacza, że obraz z obiektywu przechodzi przez układ optyczny aparatu, złożony m.in. z lustra, soczewek, pryzmatu pentagonalnego, matówki, prosto do wizjera. Ten system sprawia, że w wizjerze można obserwować praktycznie to samo, co będzie na wykonywanym zdjęciu.

## Rys historyczny
Pomiar światła przez obiektyw został po raz pierwszy zastosowany w 1964 roku przez firmę Asahi Pentax w aparacie Pentax Spotmatic.